# Episodi di Half & Half (prima stagione)
La prima stagione della serie televisiva Half & Half è stata trasmessa in anteprima negli Stati Uniti d'America dalla UPN tra il 23 settembre 2002 e il 12 maggio 2003.
| nº | Titolo originale                         | Titolo italiano | Prima TV USA      | Prima TV Italia |
| -- | ---------------------------------------- | --------------- | ----------------- | --------------- |
| 1  | The Big Pilot Episode                    |                 | 23 settembre 2002 |                 |
| 2  | The Big Forget-Me-Not Episode            |                 | 30 settembre 2002 |                 |
| 3  | The Big Crappy Birthday Episode          |                 | 7 ottobre 2002    |                 |
| 4  | The Big Pimpin' Episode                  |                 | 14 ottobre 2002   |                 |
| 5  | The Big Dose of Reality Episode          |                 | 21 ottobre 2002   |                 |
| 6  | The Big Award Episode                    |                 | 28 ottobre 2002   |                 |
| 7  | The Big Sistah Sans Soul Episode         |                 | 4 novembre 2002   |                 |
| 8  | The Big Ex-pectations Episode            |                 | 11 novembre 2002  |                 |
| 9  | The Big In with the In Crowd Episode     |                 | 18 novembre 2002  |                 |
| 10 | The Big Thanks for Forgiving Episode     |                 | 25 novembre 2002  |                 |
| 11 | The Big Upsetting Set-Up Episode         |                 | 16 dicembre 2002  |                 |
| 12 | The Big Hit It & Quit It Episode         |                 | 20 gennaio 2003   |                 |
| 13 | The Big Condom-Nation Episode            |                 | 3 febbraio 2003   |                 |
| 14 | The Big Game of Love Episode             |                 | 10 febbraio 2003  |                 |
| 15 | The Big Phat Mouth Episode (Part 1)      |                 | 17 febbraio 2003  |                 |
| 16 | The Big Phat Mouth Episode (Part 2)      |                 | 18 febbraio 2003  |                 |
| 17 | The Big Mixed Up Mojo Episode            |                 | 17 marzo 2003     |                 |
| 18 | The Big Sexy Shame Episode               |                 | 24 marzo 2003     |                 |
| 19 | The Big Falling for It Episode           |                 | 14 aprile 2003    |                 |
| 20 | The Big 'I Have a Dream' Episode         |                 | 21 aprile 2003    |                 |
| 21 | The Big Much I Do About Nothing Episode  |                 | 28 aprile 2003    |                 |
| 22 | The Big Mother of a Mother's Day Episode |                 | 5 maggio 2003     |                 |
| 23 | The Big Bad Neighbor Episode             |                 | 12 maggio 2003    |                 |